# 564. Volksgrenadier Division
A 564. Volksgrenadier-Division foi uma unidade militar que serviu no Exército alemão durante a Segunda Guerra Mundial. Originalmente a divisão teve a designação de Divisão de Granadeiros, porém ficou pouco tempo com esta designação. A 564. Volksgrenadier Division foi redesignada para 183. Volksgrenadier Division no mês de setembro de 1944, permanecendo com esta designação até o final da guerra.

## Comandantes
| Comandante                       | Data                                             |
| 564. Volksgrenadier-Division     | 564. Volksgrenadier-Division                     |
| -------------------------------- | ------------------------------------------------ |
| Generalmajor Wolfgang Lange      | 26 de agosto de 1944 - 15 de setembro            |
| 183. Volksgrenadier-Division     |                                                  |
| Generalleutnant Wolfgang Lange   | 15 de setembro de 1944 - 25 de fevereiro de 1945 |
| Generalmajor Heinrich Warrelmann | 25 de fevereiro de 1945 - ? de março de 1945     |
| Oberst Ulms                      | ? de março de 1945                               |
| Oberst Gerhard Wilck             | ? de março de 1945                               |
| Generalmajor Heinrich Warrelmann | ? de março de 1945 - 8 de maio de 1945           |

## Oficiais de operações
| Major Japs | 15 de setembro de 1944-abril de 1945 |

## Área de operações
| Sudoeste da Alemanha | setembro de 1944 - maio de 1945 |